# Takaya Kurokawa
Takaya Kurokawa (født 7. april 1981) er en japansk fodboldspiller. Han var en del af den japanske trup ved Sommer-OL 2004.